# Pratola Peligna
Pratola Peligna település Olaszországban, Abruzzo régióban, L’Aquila megyében. Lakosainak száma 7039 fő (2023. január 1.). Pratola Peligna Prezza, Raiano, Roccacasale, Sulmona, Salle, Corfinio és Caramanico Terme községekkel határos.

## Népesség
A település lakossága az elmúlt években az alábbi módon változott:
| Lakosok száma | 7553 | 7528 | 7039 |
|               | 2017 | 2018 | 2023 |